# Жирнов, Павел Степанович
Павел Степанович Жирнов (1854 — после 1917) — пермский купец, потомственный почетный гражданин, коммерции советник.

## Биография
Происходил из крестьянской семьи и получил домашнее образование. Благодаря своей предприимчивости стал одним из самых состоятельных купцов Перми, занимаясь в основном торговлей лесом и пароходством. С 1872 года вел промышленные заготовки леса в Вятской, Пермской, Новгородской, Костромской губерниях. 
Земельные и лесные угодья Жирнова в различных губерниях достигали 75 тысяч десятин земли. Только в Осинском уезде Пермской губернии его собственность составляла более 20 тысяч десятин.
К началу XX века железные дороги соединили Урал и северные порты – Петербург, Архангельск – что дало возможность пермским купцам заниматься продажей леса за границу. В 1901 году открылась пермская биржа, где основные сделки заключались именно по торговле лесом. Жирнов был избран председателем биржевого комитета. Он также участвовал в работе комитетов по торгово-промышленным кредитам пермских отделений различных банков: Государственного, Волжско-Камского коммерческого, общественного Марьинского. Был председателем совета Пермского общества Взаимного Кредита, а с момента открытия в 1914 году Пермского Купеческого банка стал его председателем. 
П. С. Жирнов в начале своей деятельности стал попечителем нескольких училищ Осинского уезда, а затем первого пермского городского четырехклассного училища, женской учительской семинарии и училища слепых детей. За это был награжден серебряной медалью на Владимирской ленте, золотым знаком ведомства императрицы Марии.

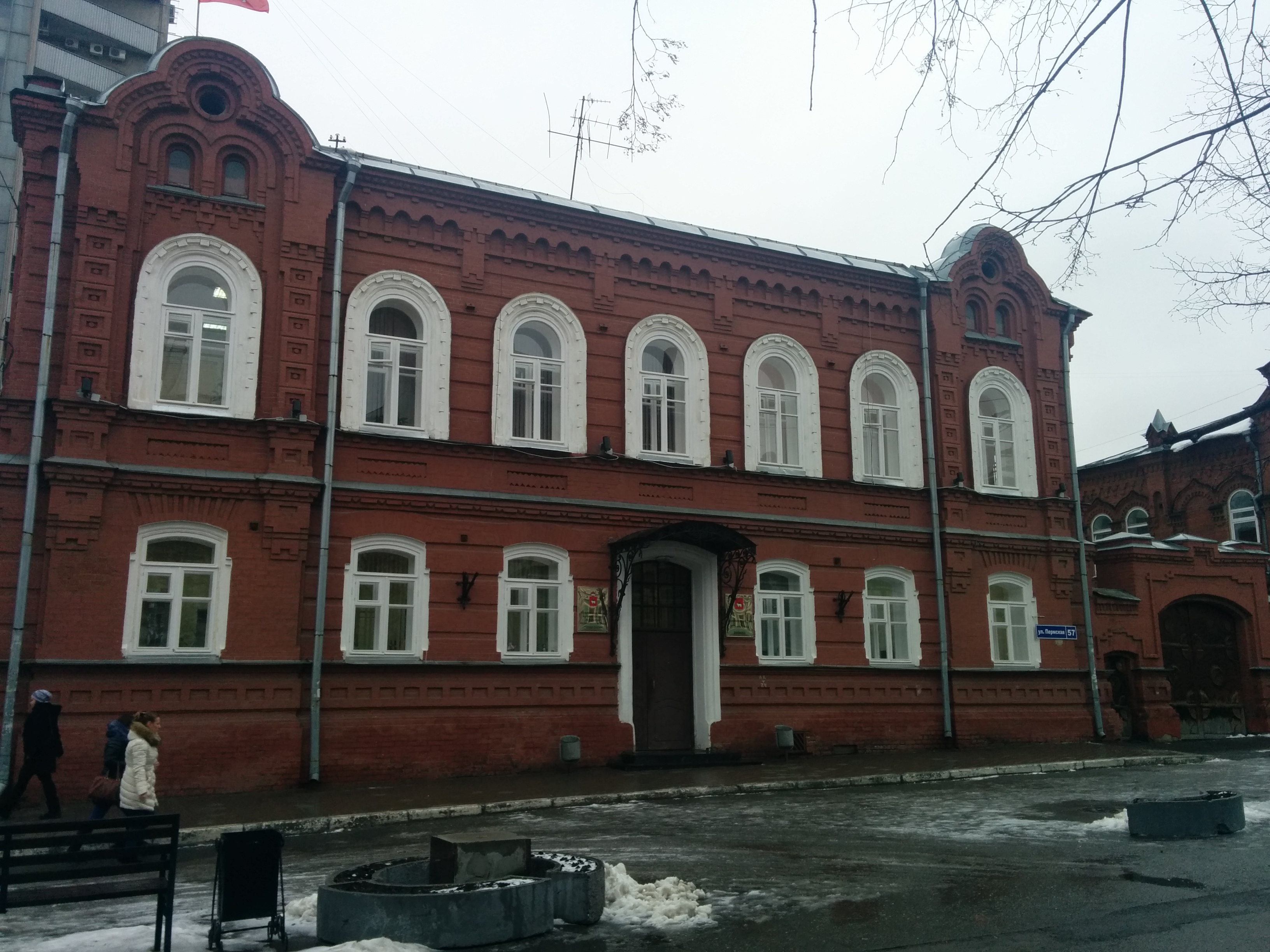
Особняк купцов Жирновых на ул. Пермской, 57

Вместе с братом Дмитрием он содействовал материальному благополучию Белогорского монастыря. Вначале на пожертвованном ими земельном участке был построен Серафимовский скит. В 1904 году он передал монастырю более 154 десятин земли. За активное содействие и помощь при строительстве соборного храма Белогорского монастыря  был награжден серебряной медалью на Станиславской ленте, орденом Святой Анны 3-й степени
Был избран действительным членом Уральского общества любителей естествознания.
В доме П. С. Жирнова, расположенном на Пермской улице, вместе с его семьей проживала семья брата Дмитрия, приписанного к пермскому купечеству 2-й гильдии. Дмитрий Степанович был одним из помощников старшего брата и занимался ведением дел пароходной компании. Главная контора пароходства находилась на первом этаже их особняка. Дом Жирнова сохранился до наших дней, ныне в нем находится администрация Ленинского района Перми (ул. Пермская, 57).

## Семья
Жена —Татьяна Николаевна . Сын — Александр Павлович, род. 5 августа 1879
Брат — Дмитрий Степанович, род. в 1860 г. в Рыбной слободе Анатышской волости Лаишевского уезда Казанской волости
Брат — Михаил Степанович, 1880 г.р. 

## Адреса в Перми
- Ул. Пермская, 57 - проживал до Революции 1917 г., после чего дом был реквизирован[5].
- Ул. Пермская, 80 - куплен у купца Вялых после 1882 г[5][2].